# Sirocco Glacier
Sirocco Glacier är en glaciär i Antarktis. Den ligger i Västantarktis. Argentina, Chile och Storbritannien gör anspråk på området. Sirocco Glacier ligger 256 meter över havet.
Terrängen runt Sirocco Glacier är kuperad söderut, men norrut är den platt. Havet är nära Sirocco Glacier norrut. Trakten är obefolkad. Det finns inga samhällen i närheten.